# Scopula alboverticata
Scopula alboverticata là một loài bướm đêm trong họ Geometridae.